# Stoczek (powiat łęczyński)
Stoczek – wieś w Polsce położona w województwie lubelskim, w powiecie łęczyńskim, w gminie Spiczyn.
Wieś szlachecka położona była w drugiej połowie XVI wieku w powiecie lubelskim województwa lubelskiego. W latach 1975–1998 miejscowość należała administracyjnie do województwa lubelskiego.
Wieś stanowi sołectwo gminy Spiczyn. Według Narodowego Spisu Powszechnego z roku 2011 wieś liczyła 194 mieszkańców.
Wierni Kościoła rzymskokatolickiego należą do parafii św. Anny w Kijanach.
W Stoczku znajduje się niewielka parafia mariawicka pod wezwaniem Matki Boskiej Nieustającej Pomocy. Założona została 6 grudnia 1976 przez kapłana Józefa Marię Polikarpa Zaborka. Do 2021 r. pozostawała w jurysdykcji Kościoła Katolickiego Mariawitów.

## Historia
W wieku XV wieś w powiecie lubelskim parafii Nowogród. Wieś stanowiła własność szlachecką, w roku 1452 Stoczek przypada w dziale Janowi z Ziółkowa (Ziółkowskiemu). Dwa lata później dziedzicami są Jan i Zbigniew z Ziółkowa. Po śmierci Jana w roku 1460 dziedziczą po nim dzieci: Jakub, Małgorzata i Dorota.
W latach 1471–1487 występuje Mikołaj Brzechwa.

Według registru poborowego powiatu lubelskiego z roku 1531 wieś Stoczek w parafii Nowogród, w części Branickich miała 3 łany i 1 młyn (Pawiński, Małopolski, 352).
W dalszym biegu historii własności wsi właścicielami byli Firlejowie, a po nich w wieku XVII Stanisław Bieniewski. W 1739 roku należała do klucza Kijany Lubomirskich. Od roku 1845 własność Henryka Łubieńskiego. Dobra zaczęto rozparcelowywać po tym jak Bank Polski w roku 1845 przejął hipoteki wsi.
Według Słownika geograficznego Królestwa Polskiego z roku 1890 Stoczek to wieś z folwarkiem w powiecie lubartowskim, gminie Spiczyn, parafii Kijany, folwark posiadał 404 mórg, wieś 12 osad, z gruntem 224 morgi. Wieś i folwark wchodziły w skład dóbr Kijany, stanowiące część dóbr lubartowskich. W 1827 roku było tu 10 domów 76 mieszkańców.